# Barry Jenkins (réalisateur)
Pour les articles homonymes, voir Barry Jenkins et Jenkins.
Barry Jenkins est un réalisateur et scénariste américain, né le 19 novembre 1979 à Miami en Floride.

## Biographie
Barry Jenkins est né à Liberty City en Floride, dans une famille de quatre enfants. Son père est mort quand il avait douze ans, après avoir quitté sa femme enceinte de Barry, persuadé qu'il n'était pas son fils biologique. 
Il fait ses études à la Miami Northwestern Senior High School, puis il étudie le cinéma à l'université d'État de Floride à Tallahassee, où il est membre d'une fraternité. 
Il réalise un film indépendant à petit budget, Medicine for Melancholy, qui sort en 2008 et qui est nommé pour plusieurs prix. Focus Features lui commande deux scénarios qui ne seront finalement pas réalisés. L'un d'eux adaptait un livre de James Baldwin. Il travaille comme charpentier, puis crée une entreprise de publicité, Strike Anywhere. Il écrit des scénarios pour la série The Leftovers.
Il réalise à Miami Moonlight, coécrit avec Tarell Alvin McCraney, qui sort en 2016. Le film est remarqué au Festival du film de Telluride et obtient l'Oscar du meilleur film en 2017.
Il se dit influencé par le cinéma de Claire Denis et Lynne Ramsay, et par les films À bout de souffle et Chungking Express.
Lors du Festival de Cannes 2017, il est membre du jury de la Cinéfondation et des courts métrages, sous la présidence du réalisateur roumain Cristian Mungiu.

## Filmographie

### En tant que réalisateur

#### Longs-métrages
- 2008 : Medicine for Melancholy
- 2016 : Moonlight
- 2018 : Si Beale Street pouvait parler (If Beale Street Could Talk)
- 2024 : Mufasa : Le Roi lion (Mufasa: The Lion King)[3]

#### Courts-métrages et moyens métrages
- 2003 : My Josephine
- 2003 : Little Brown Boy
- 2009 : A Young Couple
- 2009 : Tall Enough
- 2011 : Chlorophyl
- 2021 : The Gaze

#### Séries télévisées
- 2011 : Futurestates (saison 2, épisode 2 : Remigration)
- 2017 : Dear White People (saison 1, épisode 5)
- 2021 : The Underground Railroad (mini-série) (saison 1)
- prévu : The Knick (saison 3, épisode 1)[4]

### En tant que scénariste

#### Longs-métrages
- 2008 : Medicine for Melancholy de lui-même
- 2016 : Moonlight de lui-même
- 2020 : Charm City Kings d'Angel Manuel Soto (histoire)
- 2024 : Le Feu intérieur (The Fire Inside) de Rachel Morrison

#### Courts-métrages
- 2003 : My Josephine de lui-même
- 2003 : Little Brown Boy de lui-même
- 2009 : A Young Couple de lui-même
- 2009 : Tall Enough de lui-même
- 2011 : Chlorophyl de lui-même
- 2017 : ESPN 30 fr 30 : Bump, Spike de Mike Jacobs

#### Séries télévisées
- 2011 : Futurestates (saison 2, épisode 2 : Remigration)
- 2021 : The Underground Railroad (mini-série) (saison 1, épisodes 1, 6, 9, 10)
- prévu : The Knick (saison 3, épisode 1)

### En tant que producteur

#### Longs-métrages
- 2018 : Si Beale Street pouvait parler (If Beale Street Could Talk) de lui-même
- 2019 : The Last Black Man in San Francisco de Joe Talbot
- 2020 : Never Rarely Sometimes Always d'Eliza Hittman
- 2022 : Aftersun de Charlotte Wells
- 2023 : All Dirt Road Taste of Salt de Raven Jackson
- 2024 : Le Feu intérieur (The Fire Inside) de Rachel Morrison

- 2025 : Sorry, Baby d'Eva Victor

#### Courts-métrages
- 2014 : The High Five de Mike Jacobs
- 2014 : Inside Voices de Ryland Walker Knight
- 2020 : I Wish You Would de Ryland Walker Knight
- 2023 : Weapons and their Names de Melina Valdez
- 2025 : Night Bloom de Tiye Amenechi

#### Séries télévisées
- 2011 : Futurestates (saison 2, épisode 2 Remigration)
- 2021 : The Underground Railroad (mini-série) (saison 1)

## Distinctions

### Récompenses
pour Medicine for melancholy
- San Francisco Film Critics Circle Awards 2009 : Marlon Riggs Award

pour Moonlight
- Oscars 2017 : Oscar du meilleur film et Oscar du meilleur scénario adapté.
- Austin Film Critics Association Awards 2016 : Meilleure réalisation
- Chicago Film Critics Association 2016 : Meilleure réalisation
- Dallas-Fort Worth Film Critics Association Awards 2016 : Meilleure réalisation
- Festival international du film de Chicago 2016 : Prix du public de la meilleure réalisation
- Gotham Independent Film Awards 2016 : Meilleur scénario
- Los Angeles Film Critics Association Awards 2016 : Meilleure réalisation
- National Board of Review Awards 2016 : Meilleure réalisation
- San Francisco Film Critics Circle Awards 2016 : Meilleure réalisation
- National Society of Film Critics Awards 2017 : Meilleure réalisation

pour Si Beale Street pouvait parler
- Festival international du film de Mar del Plata 2018 : Prix du public
- Satellite Award 2018 : Meilleur film dramatique
- Independant Spirit Award du meilleur film

### Nominations et sélections
pour Medicine for melancholy
- Festival international du film de Chicago 2008 : Compétition des nouveaux réalisateurs — Gold Hugo
- Festival du film de Los Angeles 2008 : Prix du cinéaste pour le meilleur film
- Gotham Independent Film Awards 2008 : Meilleure révélation de l'année en tant que réalisateur
- Film Independent's Spirit Awards 2009 :
  - Meilleur nouveau réalisateur
  - « Someone to Watch Award »

pour Moonlight
- Oscars 2017 : Nomination pour l'Oscar de la meilleure réalisation
- Critics' Choice Movie Awards 2016 :
  - Meilleure réalisation
  - Meilleur scénario original
- Directors Guild of America Awards 2016 : Meilleure réalisation pour un film
- Festival du film de Londres 2016 : « Competition »
- Festival international du film de Toronto 2016 : « Platform Prize »
- Washington D.C. Area Film Critics Association Awards 2016 :
  - Meilleure réalisation
  - Meilleur scénario original
- Golden Globes 2017 :
  - Meilleure réalisation
  - Meilleur scénario

pour Si Beale Street pouvait parler
- Sélection au Festival international du film de Toronto 2018
- Nommé au BAFA du meilleur scénario adapté
- Nommé à l'Oscar du meilleur scénario adapté